# Michalis Chatzigiannis
Michalis Chatzigiannis (græsk: Μιχάλης Χατζηγιάννης, født 5. november 1978[kilde mangler] i Nicosia, Cypern), er en populær cypriotisk sanger og sangskriver.
I Danmark er han nok mest kendt for at repræsentere Cypern i Eurovision Song Contest. Han har udgivet ni græske album og i 2010 udgav Chatzigiannis sit første album på engelsk.

## Biografi
Chatzigiannis er uddannet fra Cyprus Music Academy (Royal College of London) med fokus på klaver, guitar og musikteori. Da han var 18 år, vandt han den cypriotisk sangkonkurrence "Afetiries", og senere vandt han "Laiki Bank Song Contest" med sangen 'I diki mou istoria' (Η δική μου ιστορία; Min egen historie). I 1995 deltog han i det cypriotiske grand prix med to sange - "To gramma" (Το γράμμα; Brevet) og "Filise Me" (Φίλησε με; Kys mig). Sangene blev henholdsvis nummer 2 og 3. Året efter blev igen nummer 2.
Han begyndte sin karriere i Cypern med tre album som alle solgte platin: "Senario" (1995), "O Michalis Chatzigiannis tragoudiaa Doro Georgiadi" (Hylest til Doros Georgiadis, 1997), og "Epafi" (1998).
I 1998 deltog han for tredje gang i de nationale finale, og denne gang vandt han med sangen "Γένεσις" (Genesis), som han selv have skrevet melodien til. Ved Eurovision Song Contest i Birmingham opnåede ham en 11. plads.

## Diskografi
- 1995: Senario (Σενάριο; Senarie)
- 1997: O Mihalis Hatzigiannis tragoudia Doro Georgiadi (Ο Μιχάλης Χατζηγιάννης τραγουδά Δώρο Γεωργιάδη; Mihalis Hatzigiannis synger Doros Georgiadis)
- 1997: Anonimon patridon (Ανώνυμων πατρίδων; Anonymt hjemland)
- 1998: Epafi (Επαφή; Kontakt)
- 2000: Paraxeni giorti (Παράξενη γιορτή; Mærkelig fest)
- 2002: Krifo fili (Κρυφό φιλί; Hemmeligt kys)
- 2004: Akatallili skini (Ακατάλληλη σκηνή; Upassende scene)
- 2006: Live
- 2006: Filoi kai ehthroi (Φίλοι και εχθροί ; Venner og fjender)
- 2007: Zontana sto Likavitto (Ζωντανά στο Λυκαβηττό; Live ved Lykabettos)
- 2010: Michalis
- 2010: To kalitero psema (Το καλύτερο ψέμα; Den bedste løgn)
- 2011: Tharros i alitheia (Θάρρος ή αλήθεια; Sandhed eller konsekvens)
- 2013: I agarpi dinamonei (Η αγάπη δυναμώνει; Kærligheden bliver stærker)

1. ↑  Navnet er anført på engelsk og stammer fra Wikidata hvor navnet endnu ikke findes på dansk.